# Zathura – et eventyr i rummet
Zathura - et eventyr i rummet (originaltitel Zathura: A Space Adventure) er en amerikansk eventyrkomediefilm fra 2005 med Jonah Bobo, Josh Hutcherson, Dax Shepard og Kristen Stewart i hovedrollerne.

## Handling
Walter på 10 og Danny på 6 år er brødre. De er alene hjemme i forstadsvillaen med storesøster Lisa. Danny opdager et gammelt, mekanisk brætspil ved navn Zathura - et spil, der foregår i den yderste og farligste del af rummet - et spil med kort, der både kan betyde hjælp eller nært forestående ulykker. Han overtaler Walter til at spille med og pludselig er de på en fantastisk rumrejse i deres mobile space-home.

## Medvirkende
- Jonah Bobo - Danny
- Josh Hutcherson - Walter
- Dax Shepard - Astronaut
- Kristen Stewart - Lisa
- Tim Robbins - Dad
- Frank Oz - Robot (Voice)
- John Alexander - Robot
- Derek Mears - Zorgon
- Douglas Tait - Zorgon
- Jeff Wolfe - Master Zorgon
- Adam Wills - Captain Zorgon